# Vajta (Hungria)
Vajta é um município da Hungria, situado no condado de Fejér. Tem 23,43 km² de área e sua população em 2015 foi estimada em 966 habitantes.